# 피에르 부아예
피에르 부아예(프랑스어: Pierre Sang Boyer, 1980년 1월 8일~)는 프랑스의 요리사이다.
2011년, 텔레비전 프로그램 톱 셰프(Top Chef)에서 최종 후보로 올라 대중들에게 이름을 알리게 되었다.
그는 파리 11구에 3개의 레스토랑을 소유 하고 있으며, 또한 대한민국 전문 배송 서비스인 피에르 상 익스프레스(Pierre Sang Express)의 창립자이기도 하다.

## 참고 자료
- Pierre Sang (2012). 《D'ici et d'ailleurs》 (프랑스어). Neuilly-sur-Seine: M6 édition. ISBN 978-2-35985-087-1.
- Pierre Sang (2015). 《Best of Pierre Sang Boyer》 (프랑스어). Paris: Alain Ducasse édition. ISBN 978-2-84123-791-3.
- Frédéric Anton; Pierre Sang (2016). 《Secrets de cuisiniers - 135 cours en pas à pas》 (프랑스어). Les Editions Culinaires. ISBN 978-2-84123-866-8.